# Eva Marciel
Eva García Marciel (Madrid, 5 agosto 1977) è un'attrice spagnola.
Attiva soprattutto in Spagna, in Italia è nota per aver partecipato al film Merry Christmas del 2001, diretto da Neri Parenti. 
È sposata con Jesús Fuertes da cui ha avuto due figli: Alex (2006) e Hugo (2010).

## Filmografia parziale
- Merry Christmas, regia di Neri Parenti (2001)